# Marko Tejić
Marko Tejić (in serbo Марко Тејић?; Užice, 4 agosto 1995) è un cestista serbo.

## Palmarès

### Squadra
- Campionato serbo: 1

Stella Rossa Belgrado: 2014-15
- Coppa di Serbia: 2

Stella Rossa Belgrado: 2014, 2015
- Lega Adriatica: 1

Stella Rossa Belgrado: 2014-15
- ABA 2 Liga: 2

Studentski Centar: 2020-21
Spartak Subotica: 2023-24

### Individuale
- MVP finals ABA 2 Liga: 1

Studentski centar: 2020-21